# Signs 〜朔月一夜〜
「signs 〜朔月一夜〜」（サインズ さくつきひとよ）は、栗林みな実の26作目のシングル。2012年8月22日にavex entertainmentから発売された。

## 概要
本人名義では初のランティス（サブレーベル含む）以外からの発売となる。
収録曲はそれぞれ、テレビアニメ『トータル・イクリプス』の前期エンディングテーマ、第4話挿入歌の別アレンジ曲となっている。本作は「トータル・イクリプス盤」、「アーティスト盤」、「通常盤」の3形態リリースで、「通常盤」を除く2形態にはそれぞれDVDが付属。店舗購入特典はスペシャルアナザージャケット。
MVはロサンゼルスのエルミラージュで撮影された。

## 収録曲
1. signs 〜朔月一夜〜 [4:21]
  - 作詞・作曲：加藤裕介、編曲：長岡成貢
2. True 4 Eyes [4:33]
  - 作詞：栗林みな実、作曲：アンプロヴィデンス計画、編曲：大谷靖夫
3. signs 〜朔月一夜〜 (Instrumental)
4. True 4 Eyes (Instrumental)

DVD（トータル・イクリプス盤）
1. ノンテロップエンディング
2. signs 〜朔月一夜〜 商品CM（発売前）
3. signs 〜朔月一夜〜 商品CM（発売後）

DVD（アーティスト盤）
1. signs 〜朔月一夜〜（ミュージックビデオ）